# STRIMA

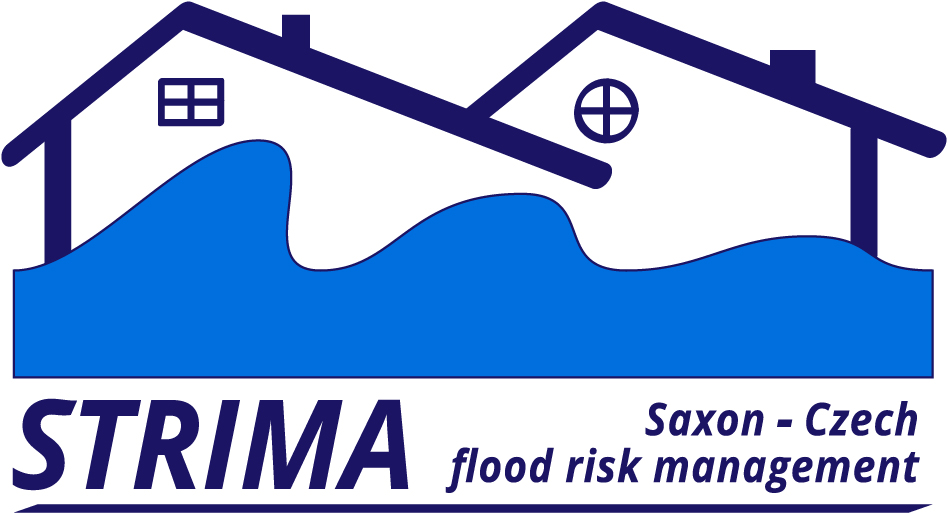
Projektlogo

EFRE Logo

Logo von Ziel 3

STRIMA (Sächsisch-Tschechisches Hochwasserrisikomanagement) ist ein Projekt des Programms zur Förderung der grenzübergreifenden Zusammenarbeit zwischen dem Freistaat Sachsen und der Tschechischen Republik (Ziel3) des Europäischen Fonds für regionale Entwicklung (EFRE) der Europäischen Union. Projektlaufzeit war von Juli 2013 bis Dezember 2014, als Nachfolgeprojekt entstand 2017 STRIMA II.

## Projektaktivitäten und Arbeitspakete (AP)

### AP1: Risikobewertung / Vulnerabilität
Zur Bewertung des Hochwasserrisikos spielt die Abschätzung der möglichen Schäden eine große Rolle. Diese Schadenspotenzialanalysen sind Grundlage für zahlreiche planerische Vorgänge, z. B. die Abschätzung des Kosten-Nutzen-Verhältnisses von Hochwasserschutzmaßnahmen oder Betrachtungen über anzulegende monetäre Rücklagen. Im Projekt STRIMA werden bestehende Verfahren und Ansätze zur Bestimmung des Schadenspotenzials bei künftigen Hochwassern auf kommunaler Ebene angewendet, überprüft und weiterentwickelt.

### AP2: Naturnahe und kommunale Vorsorgemaßnahmen / Hochwasserrisikobewusstsein
Im Rahmen einer zweitägigen STRIMA Exkursion und eines Workshops werden die Vertreter der Kommunen des Projektgebietes über Ziele und Umsetzungsmöglichkeiten des naturnahen Hochwasserschutzes informiert. Zur Verbesserung der kommunalen Vorsorgemaßnahmen in den Gemeinden wird die Hochwasserinformations- und Managementsoftware INGE (Interaktive Gefahrenkarte für den kommunalen Hochwasserschutz) vorgestellt und weiterverbreitet. Das im Projekt entwickelte Gesellschaftsspiel dient der Stärkung des Hochwasserrisikobewusstseins der Bevölkerung.

### AP3: Risikominderung durch kommunale Planung
Im Fokus von STRIMA stehen auch hochwasserangepasste Raumplanung und Bauvorsorge im kommunalen Bereich. In einer Expertise werden u. a. die Themen Verminderung der Hochwasserrisiken durch Expositionsoptimierung, Risikovermeidung durch Hochwasseranfälligkeitsverminderung und Hochwasserrückhalt in der Fläche anhand kommunaler Beispiele in Sachsen und Tschechien analysiert. Ergebnis ist eine Zusammenstellung wirksamer kommunaler Handlungs- und Maßnahmenoptionen zur Schadenspotenzialverminderung.

### AP4: Grenzüberschreitendes Hochwasserrisikomanagementforum
Im Projekt STRIMA erfolgt die Konzeption und Initiierung einer interdisziplinären Veranstaltungsreihe. Dieses Forum bietet Experten, Praktikern, Interessensgruppen und den hochwassergefährdeten oder von Hochwasser betroffenen Kommunen eine Plattform zum Wissens- und Erfahrungsaustausch, um gemeinsam Probleme anzugehen und Lösungen zu finden. Im Rahmen von STRIMA sind acht Veranstaltungen in Tschechien und Sachsen geplant, auf denen fachliche Schwerpunkte unter Berücksichtigung der regionalen Gegebenheiten thematisiert werden.

## Projektpartner
- Leadpartner (LP): Sächsisches Landesamt für Umwelt, Landwirtschaft und Geologie, Landeshochwasserzentrum
- Projektpartner (PP1): ARR-Agentura regionálního rozvoje spol. s r.o.
- Projektpartner (PP2): Landeshauptstadt Dresden, Umweltamt